# Nigeria en la Copa Mundial de Fútbol de 2002
La selección de Nigeria fue uno de los 32 equipos participantes en la Copa Mundial de Fútbol de 2002, torneo que se llevó a cabo del 31 de mayo al 30 de junio en Corea del Sur y Japón.
Fue su tercera participación consecutiva y en total en la Copa Mundial de Fútbol, tras haber alcanzado los octavos de final en Estados Unidos 1994 y ser eliminada en el alargue ante Italia y la eliminación sufrida en la misma fase 4 años después en Francia, ante su similar de Dinamarca.

## Clasificación

### Primera Ronda
| Equipo 1 | Agr. | Equipo 2 | Ida | Vuelta |
| -------- | ---- | -------- | --- | ------ |
| Eritrea  | 0–4  | Nigeria  | 0–0 | 0–4    |

### Rondan Final

#### Grupo B
| País         | J | G | E | P | GF | GC | GD  | Pts |
| ------------ | - | - | - | - | -- | -- | --- | --- |
| Nigeria      | 8 | 5 | 1 | 2 | 15 | 3  | 12  | 16  |
| Liberia      | 8 | 5 | 0 | 3 | 10 | 8  | 2   | 15  |
| Sudán        | 8 | 4 | 0 | 4 | 8  | 10 | −2  | 12  |
| Ghana        | 8 | 3 | 2 | 3 | 10 | 9  | 1   | 11  |
| Sierra Leona | 8 | 1 | 1 | 6 | 2  | 15 | −13 | 4   |

| 17-6-2000 | Nigeria                   | 2–0     | Sierra Leona | Lagos National Stadium, Lagos                             |                                                           |
|           | Okocha 12' · Akwuegbu 37' | Reporte |              | Asistencia: 25,000 espectadores Árbitro(s): Malick Sillah | Asistencia: 25,000 espectadores Árbitro(s): Malick Sillah |

| 9-7-2000 | Liberia      | 2–1     | Nigeria  | National Complex, Monrovia                                |                                                           |
|          | Wreh 4', 47' | Reporte | Kanu 36' | Asistencia: 50,000 espectadores Árbitro(s): Hichem Guirat | Asistencia: 50,000 espectadores Árbitro(s): Hichem Guirat |

| 27-1-2001 | Nigeria                   | 3–0     | Sudán | Liberation Stadium, Port Harcourt |                               |
|           | Agali 57', 67' · Kanu 82' | Reporte |       | Árbitro(s): Gamal Al-Ghandour     | Árbitro(s): Gamal Al-Ghandour |

| 11-3-2001 | Ghana | 0–0     | Nigeria | Accra Sports Stadium, Acra                                    |                                                               |
|           |       | Reporte |         | Asistencia: 34,491 espectadores Árbitro(s): Felix Tangawarima | Asistencia: 34,491 espectadores Árbitro(s): Felix Tangawarima |

| 21-4-2001 | Sierra Leona | 1–0     | Nigeria | National Stadium, Freetown                                   |                                                              |
|           | Mansaray 25' | Reporte |         | Asistencia: 35,000 espectadores Árbitro(s): Sharaf Aboubacar | Asistencia: 35,000 espectadores Árbitro(s): Sharaf Aboubacar |

| 5-5-2001 | Nigeria              | 2–0     | Liberia | Liberation Stadium, Port Harcourt                         |                                                           |
|          | Kanu 11' · Agali 59' | Reporte |         | Asistencia: 12,000 espectadores Árbitro(s): Lim Kee Chong | Asistencia: 12,000 espectadores Árbitro(s): Lim Kee Chong |

| 1-7-2001 | Sudán | 0–4     | Nigeria                                     | Al Merreikh Stadium, Omdurman                                 |                                                               |
|          |       | Reporte | Okocha 40' · Yakubu 47', 87' · Aghahowa 78' | Asistencia: 23,100 espectadores Árbitro(s): Isaack Abdulkadir | Asistencia: 23,100 espectadores Árbitro(s): Isaack Abdulkadir |

| 29-7-2001 | Nigeria                       | 3–0     | Ghana | Liberation Stadium, Port Harcourt                         |                                                           |
|           | Agali 1' · Babangida 18', 32' | Reporte |       | Asistencia: 17,000 espectadores Árbitro(s): Hichem Guirat | Asistencia: 17,000 espectadores Árbitro(s): Hichem Guirat |

## Jugadores
Estos son los 23 jugadores convocados para el torneo:

## Resultados
Nigeria fue eliminada en el grupo F.
| País       | J | G | E | P | GF | GC | GD | Pts |
| ---------- | - | - | - | - | -- | -- | -- | --- |
| Suecia     | 3 | 1 | 2 | 0 | 4  | 3  | +1 | 5   |
| Inglaterra | 3 | 1 | 2 | 0 | 2  | 1  | +1 | 5   |
| Argentina  | 3 | 1 | 1 | 1 | 2  | 2  | 0  | 4   |
| Nigeria    | 3 | 0 | 1 | 2 | 1  | 3  | -2 | 1   |

| 2 de junio de 2002 | Argentina     | 1–0     | Nigeria | Kashima Soccer Stadium, Ibaraki                              |                                                              |
|                    | Batistuta 63' | Reporte |         | Asistencia: 34,050 espectadores Árbitro(s): Gilles Veissière | Asistencia: 34,050 espectadores Árbitro(s): Gilles Veissière |

| 7 de junio de 2002 | Suecia                 | 2–1     | Nigeria      | Kobe Wing Stadium, Kobe                                 |                                                         |
|                    | Larsson 35' 63' (pen.) | Reporte | Aghahowa 27' | Asistencia: 36,194 espectadores Árbitro(s): René Ortubé | Asistencia: 36,194 espectadores Árbitro(s): René Ortubé |

| 12 de junio de 2002 | Nigeria | 0–0     | Inglaterra | Nagai Stadium, Osaka                                   |                                                        |
|                     |         | Reporte |            | Asistencia: 44,864 espectadores Árbitro(s): Brian Hall | Asistencia: 44,864 espectadores Árbitro(s): Brian Hall |